# 本納城
本納城（ほんのうじょう）は、千葉県茂原市本納字本城山付近にあった日本の城。

## 場所
本納駅の西方に位置する中世城郭。

## 城域の特徴
房総特有の痩せ尾根を利用し城域を広げていた。

## 居住者について
15世紀中頃の黒熊大膳亮景吉の居城。16世紀後半に、土気酒井氏の領有となった。その後、小田原の役を経て、徳川氏の直轄領となると廃城となった。

## 所在地
千葉県茂原市本納字本城山ほか